# Walter Proebst
Walter Proebst (* 1934; † 24. Juli 2017 in Adlkofen) war ein deutscher Motorrad- und Autorennfahrer.

## Herkunft und Privatleben
Schon als Jugendlicher begeisterte sich Walter Proebst für den Rennsport. Sein Vater war Studienrat und wollte, dass sein Sohn studiert. So studierte er zunächst fünf Semester Altphilologie, brach dieses Studium ab und wurde Schmierstoffingenieur. Dies ermöglichte ihm, nahe am Rennsport zu sein. Mitte der sechziger Jahre nahm er bei einer Münchner Schmierstofffirma eine Anstellung an.
Walter Proebst war dreimal verheiratet. Die erste Ehe scheiterte bereits, als er noch studierte. Seine zweite Frau hieß Irene. Seine dritte Ehefrau war Hilde Proebst, die er 1982 heiratete. Er hat drei Kinder. Aus zweiter Ehe stammt ein Sohn, der 1965 geboren wurde. 1985 wurde Tochter Verena geboren.
2010 starb Hilde Proebst plötzlich im Alter von 64 Jahren. Dies war ein tiefer Einschnitt in seinem Leben. Mit seiner Gesundheit ging es bergab. Die letzten zwei Jahre verbrachte er nur noch im Bett. Er wurde 82 Jahre alt. Beigesetzt wurde er am 1. August auf dem Friedhof in Adlkofen.

## Sportliche Laufbahn

### Motorradrennen
Sein erstes Motorrad kaufte der Landshuter mit 16 Jahren. Er begann Rennen auf der Sandbahn sowie der Grasbahn zu fahren. Mit 36 Jahren verletzte sich Walter Proebst schwer. Er brach sich die Schulter sowie zum zweiten Mal das Schlüsselbein. Zunächst nahm er noch an sogenannten Urlaubsrennen in Frankreich, Italien und Jugoslawien teil, durch die er gutes Geld verdiente. Wegen der schweren Verletzungen hörte er schließlich nach 20 Jahren mit den Motorradrennen auf.

### Autorennen
In den 60er Jahren stieg er aus Gesundheitsgründen auf Autorennen um. Er nahm an Bergrennen, Tourenwagen, Gran Turismo (GT) und Sportwagenrennen teil. Bereits 1968 fuhr er – ohne größeren Erfolg – seine ersten Bergrennen auf einem BMW 1800 ti. Als unbekannter Rennfahrer musste er allerdings teures Nenngeld zahlen, um starten zu dürfen. Rennen fuhr er z. B. am Nürburgring, wo auch Niki Lauda und James Hunt fuhren. Höhepunkt der Rennfahrerkarriere war in den 70er Jahren. Zu seinen Beifahrern zählten Holger Schechinger und Hans Deffland.

#### Rennen auf Jaguar
Auf Jaguar nahm er z. B. an folgenden Rennen teil:
- 1970: historisches Rossfeldrennen (Internationaler Alpen-Bergpreis Rossfeld) in Berchtesgaden auf Jaguar E[5]
- 05.04.1970 VII. Internationales DMV-Krähberg-Rennen um den Veirth Pirelli Preis, Krähberg auf Jaguar E[6]
- 05.07.1970: 30. Internationales Bergrennen Trento-Bondone, Montevideo auf Jaguar E (DNQ)[7]
- 26.07.1970: 31. Internationaler ADAC-Bergpreis Freiburg-Schauinsland auf Jaguar (DNQ)[8]

#### Rennen auf March
Auf March nahm er z. B. an folgenden Rennen teil:
- 1973: Bergrennen Unterfranken in der Klasse Formel 2 auf March 712 M[9]
- 1973: Teilnahme an Rennen auf March 723[10]
- 10.07.1976: Trento Bondone auf March 722 (DNQ)[11]
- 11.10.1987: 15. Internationales ADAC Bergrennen Hindelang, Oberjoch (DNQ)[12]

#### Rennen auf Porsche 911
Auf Porsche 911 nahm er z. B. an folgenden Rennen teil:
- 30.05.1971: Salzburgring [GT] (DNF)[13]
- 06.06.1971: Internationaler AvD-Alpen-Bergpreis Berchtesgaden, Roßfeld (DNQ)[14]

#### Rennen auf Porsche 910
Auf Porsche 910-001 nahm er 1971 und 1972 an folgenden Rennen teil:
- 20.06.1971: ADAC-Bavaria-Rennen auf dem Salzburgring [SRP+1.15], Nummer 176[13]
- 04.07.1971: Trento-Bondone Bergrennen (DNQ)[16]
- 08.08.1971: Altmühltal Bergrennen
- 15.08.1971: Rusel Bergrennen
- 22.08.1971: Ratisbona Bergrennen
- 29.08.1971: Augusta Bergrennen
- 05.09.1971: Happurg Bergrennen
- 12.09.1971: Griesbacher Bergrennen
- 19.09.1971: Schwäbische Alb Bergrennen
- 26.09.1971: Ansbacher Bergrennen
- 26.03.1972: Zotzenbach Bergrennen
- 23.04.1972: Samerberg Bergrennen
- 30.04.1972: Nibelungen Bergrennen
- 14.05.1972: Eurohill Bergrennen
- 28.05.1972: Sulzthal Bergrennen
- 04.06.1972: Wasgau Bergrennen
- 11.06.1972: Rotenburg/Fulda Bergrennen
- 18.06.1972: Jura Bergrennen
- 25.06.1972: Bolzano-Mendola Bergrennen
- 02.07.1972: Trento-Bondone Bergrennen
- 09.07.1972: Oberpfalz Bergrennen
- 06.08.1972: Freiburg-Schauinsland Bergrennen
- 13.08.1972: Unterfranken Bergrennen
- 20.08.1972: Heidelstein Bergrennen
- 27.08.1972: Amberger Bergrennen
- 03.09.1972: Happurg Bergrennen
- 17.09.1972: Griesbacher Bergrennen
- 24.09.1972: Schwäbische Alb Bergrennen
- 01.10.1972: Ansbacher Bergrennen
- 08.10.1972: Steibis Bergrennen
- 15.10.1972: Haldenhof Bergrennen

#### Rennen auf Porsche 907 bzw. 908
Auf Porsche 907-032 bzw. Porsche 908 fuhr er von 1974 bis 1976 auf folgenden Rennen:
- 17.03.1974: Zotzenbach Bergrennen, Zotzenbach
- 28.04.1974: Frankenwald Bergrennen, Stadtsteinach
- 05.05.1974: Flugplatzrennen Neubiberg, München [SRP], Nummer 217 (DNS)[13]
- 19.05.1974: 1000-km-Rennen auf dem Nürburgring 1974, Nummer 36[13][17]
 Dort stand er auf Porsche 907 im Schlussklassement in der Kategorie (DNQ).
- 09.06.1974: Rotenburg/Fulda Bergrennen, Rotenburg an der Fulda
- 16.06.1974: Jura Bergrennen, Neumarkt in der Oberpfalz
- 23.06.1974: Ruselbergrennen, Deggendorf
- 30.06.1974: Trento-Bondone Bergrennen, Trient (DNQ)[18]
- 14.07.1974: Oberpfalz Bergrennen, Weiden in der Oberpfalz
- 21.07.1974: Ellerberg Bergrennen, Bamberg
- 28.07.1974: ADAC-Schauinsland-Rennen, Freiburg im Breisgau
- 25.08.1974: Hauenstein Bergrennen, Hausen (Rhön)
- 22.09.1974: Schwäbische Alb Bergrennen, Neuffen
- 13.10.1974: Landkreis Oberallgäu Bergrennen, Missen-Wilhams
- 20.10.1974: Sudelfeld Bergrennen, Bayrischzell
- 20.04.1975: Krähberg Bergrennen, Erbach (Odenwald)
- 27.04.1975: Frankenwald Bergrennen, Stadtsteinach
- 11.05.1975: Schottenring Bergrennen, Schotten
- 01.06.1975: 1000-km-Rennen auf dem Nürburgring 1975, Nummer 18 (DNQ)[13].[17]
 Dort stand er unter Sports 3000 auf Porsche 908 im Schlussklassement in der Kategorie (DNQ).[19][20]
- 29.06.1975: Rotenburg/Fulda Bergrennen, Rotenburg
- 06.07.1975: Trento-Bondone Bergrennen, Trento (DNQ)[21]
- 31.08.1975: Historischer ADAC Bergpreis, Happurg
- 07.09.1975: Ratisbona-Bergrennen, Kelheim
- 21.09.1975: Schwäbische Alb Bergrennen, Neuffen
- 12.10.1975: Oberallgäu Bergrennen, Missen-Wilhams
- 19.10.1975: Samerberg Bergrennen, Rosenheim
- 25.04.1976: Bruckberg Bergrennen, Marktl/Inn
- 02.05.1976: Frankenwald Bergrennen, Stadtsteinach

#### Rennen auf KMW
Auf KMV nahm er z. B. an folgenden Rennen teil:
- 01.07.1979: Trento-Bondone - Er belegte den 44. Platz.[22]

### Schulungsveranstaltungen
Im Anschluss an seine Rennfahrerkarriere veranstaltete Walter Proebst zusammen mit der Scuderia Isar e. V. Fahrtrainings. Zum Beispiel fand bis 2004 zehnmal ein Schulungs- und Testtag (freies Fahren) auf der Rennstrecke in Most/Tschechien statt.

## Sonstiges

### Automuseum Adlkofen

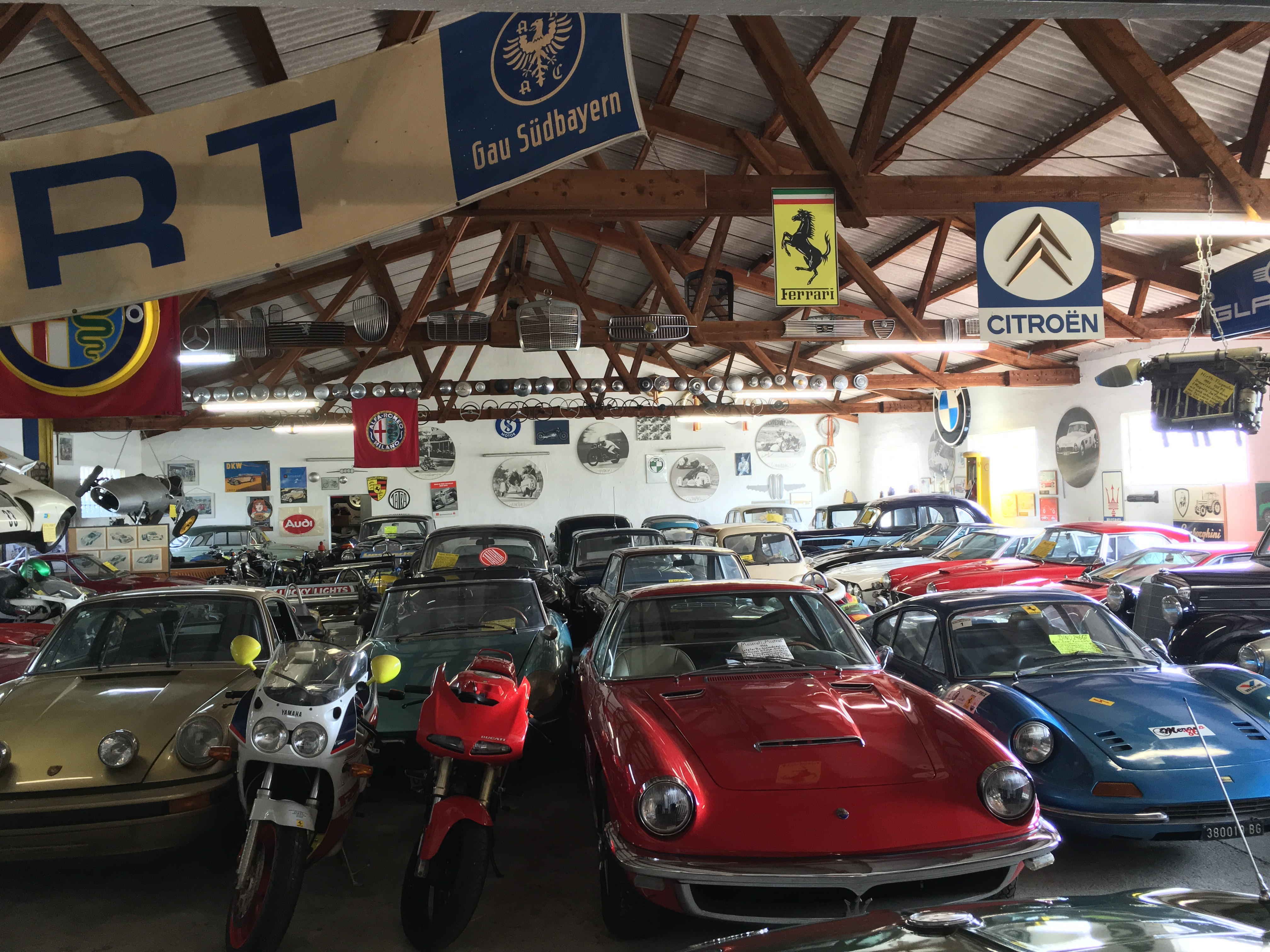
Blick ins Museum hinein

Zusammen mit seiner Frau Hilde gründete er 1980 das „1. Niederbayerische Automobil- und Motorradmuseum Adlkofen“. Darin fasste er seine Sammlung von Oldtimern und Motorrädern zusammen, die auf verschiedene Garagen und Scheunen verteilt waren. 1985 wurde es um eine zweite Halle erweitert. Träger des Museums ist die Scuderia Isar e.V. – Automuseum Adlkofen, der langjährigerer erster Vorstand Walter Proebst war.
Die Scuderia Isar e. V., angeführt von seiner Tochter Verena, will sein Lebenswerk erhalten und das Museum weiterführen. Im Juli 2019 fand die „Alex von Falkenhausen Classics“ zum 30. Mal statt.

### Alexander von Falkenhausen Classics
Außerdem begründete er die „Dreihelmen-Rallye“ Niederbayerns größte und älteste Rallye (später in „Alex von Falkenhausen Classics“ umbenannt). Ebenso wie das Automuseum wird auch diese Veranstaltung von der Scuderia Isar e. V. organisiert.